# Spółgłoska wargowo-zębowa

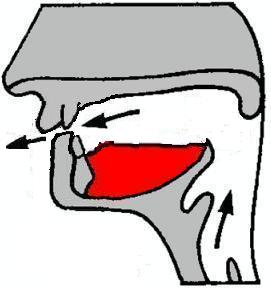
Fonetyka wargowo-zębowa

Spółgłoska wargowo-zębowa (labiodentalna) – spółgłoska wymawiana przy zbliżeniu górnych zębów (łac. dentes) do dolnej wargi (łac. labia).

## Przykłady
W języku polskim wargowo-zębowo wymawia się /f/ w foka i /v/ (= w w woda) oraz spółgłoski zmiękczone /f'/ i /v'/, np. w wyrazach wino, fiołek.

## Lista spółgłosek wargowo-zębowych
Istnieją następujące spółgłoski wargowo-zębowe:
- spółgłoska szczelinowa wargowo-zębowa bezdźwięczna [f]
- spółgłoska szczelinowa wargowo-zębowa dźwięczna [v]
- spółgłoska nosowa wargowo-zębowa [ɱ]
- spółgłoska półotwarta wargowo-zębowa [ʋ]